# Harald Neujahr
Harald Neujahr (* 26. Juli 1937 in Wesermünde) ist ein deutscher Pädagoge und Politiker (FDP). Er war Mitglied der Bremischen Bürgerschaft.

## Biografie

### Familie, Ausbildung und Beruf
Neujahr studierte Pädagogik. Nach dem Lehramtsstudium unterrichtete er an Bremerhavener Schulen und war zuletzt Studiendirektor am Lloyd-Gymnasium Bremerhaven.
Neujahr wohnt in Bremerhaven-Leherheide.

### Politik
Neujahr ist Mitglied der FDP und Mitglied im Kreisvorstand der FDP-Bremerhaven; er war langjähriger Vorsitzender des FDP-Kreises Bremerhaven.
Neujahr war zu verschiedenen Zeiten Mitglied der
Bremischen Bürgerschaft und zwar in der 10. Legislaturperiode vom 27. Dezember 1979 bis 1983 als Nachrücker für Heinz Illigner und dann wieder als Bremerhavener FDP-Spitzenkandidat von 1987 bis 1995. Von 1991 bis 1995 fungierte er als stellvertretender FDP-Fraktionsvorsitzender und war Vorsitzender des Datenausschusses der Bürgerschaft.
Von 1995 bis 2007 war die FDP nicht in der Bürgerschaft vertreten. Neujahr war danach als Deputierter für den Fischereihafen in der 17. Legislaturperiode tätig.
Weitere Mitgliedschaften
- Mitglied für die FDP im erweiterten Vorstand im Verein zur Förderung der Hochschule Bremerhaven

## Werke
- Das Ende des Zweiten Weltkrieges im heutigen Bremerhaven. Stadt Bremerhaven, Bremerhaven 1985, ISBN 3-923851-04-9.